# Evynnis japonica
Evynnis japonica és un peix teleosti de la família dels espàrids i de l'ordre dels perciformes.

## Morfologia
Pot arribar als 45 cm de llargària total.

## Distribució geogràfica
Es troba a les costes del Pacífic occidental: sud del Japó, Corea i Mar de la Xina Oriental.